# Poutafontana
Poutafontana – auch Pouta-Fontana – ist eine Moor- und Seenlandschaft im Kanton Wallis in der Schweiz und ein Naturschutzgebiet. Das Areal liegt im mittleren Wallis links der in diesem Abschnitt begradigten Rhone auf dem Gebiet der Gemeinde Grône und der Stadt Siders auf etwa 499 Meter über Meer. Nahe beim Naturreservat befindet sich die Ortschaft Pramagnon, ein Ortsteil von Grône. Der geschützte Anteil des Naturareals ist 32 Hektar gross und bildet das grösste Feuchtbiotop im Kanton Wallis. Es ist seit 1994 als national bedeutendes Flachmoor und seit 2001 als Amphibienlaichgebiet von nationaler Bedeutung ausgewiesen, fehlt jedoch in andern Verzeichnissen national bedeutender Naturschutzgebiete.

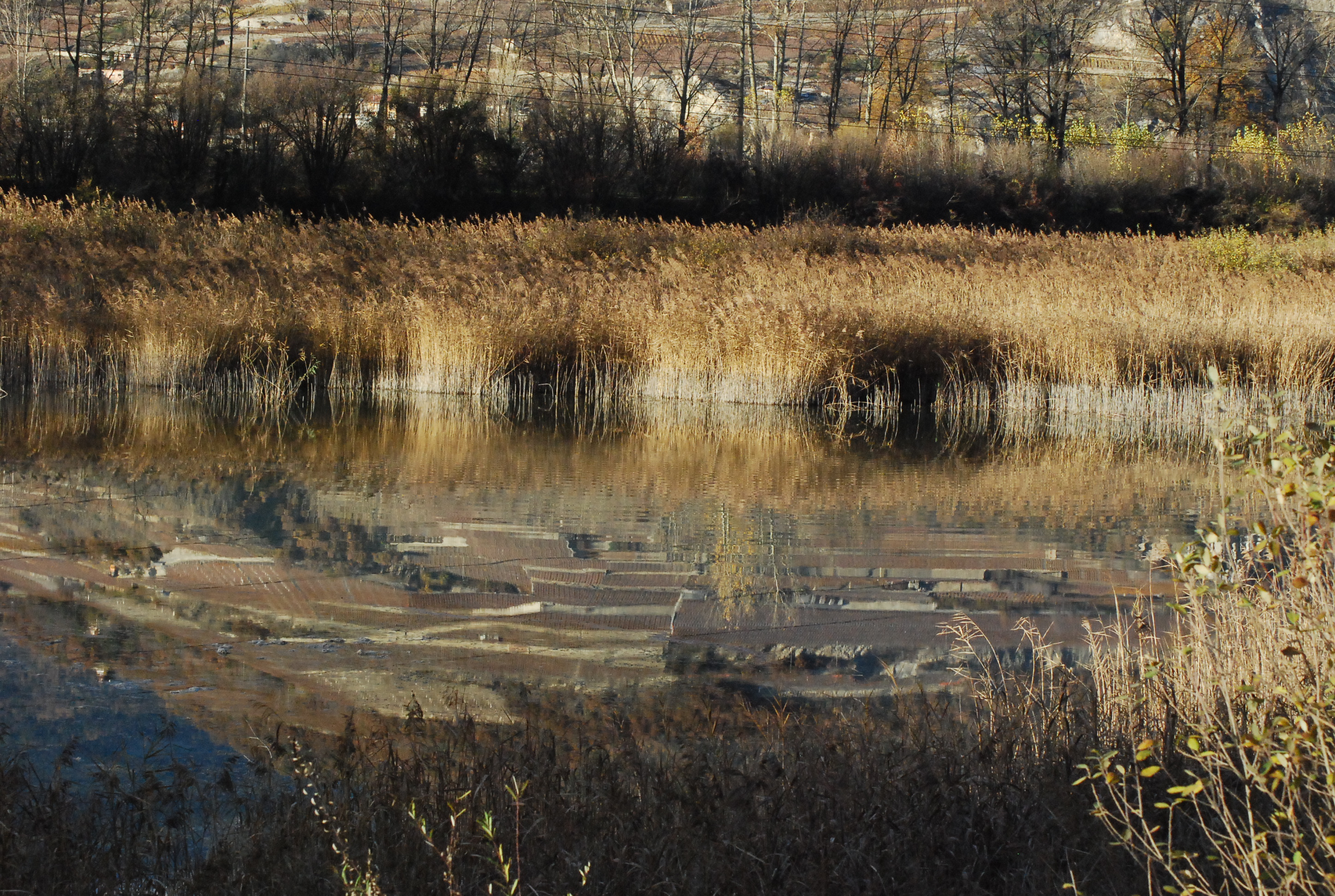
Moorlandschaft im Gebiet Poutafontana

Im Jahr 1948 stellte der Walliser Staatsrat auf das Begehren der Westschweizer Vogelschutzvereinigung Nos Oiseaux ein Feuchtgebiet in dieser Zone unter Schutz. Um 1955 wehrten sich Naturschutzorganisationen, an erster Stelle die Jagdgesellschaft Diana von Siders, gegen die Pläne der damals noch selbständigen Gemeinde Granges (seit 1972 ein Ortsteil der Stadt Sitten), das Gebiet Poutafontana als öffentliche Kehrichtdeponie zu nutzen. Am 9. Juni 1959 erwarb der Kanton den südwestlichen Teil der Sumpflandschaft und erklärte das Areal zum Naturschutzgebiet. 1988 vergrösserte der Kanton das Reservat durch den Ankauf eines angrenzenden Gebiets.

## Name
Der Flurname der Landschaft stammt aus der frankoprovenzalischen Mundart des Unterwallis, dem Patois. Er erscheint auf alten Karten in der Form „Poutaz Fontana“. Das Schluss-z bei frankoprovenzalischen Namen wird in der Regel nicht ausgesprochen und so entstand die verkürzte Schreibweise „Pouta“. „Poutaz Fontana“ bedeutet auf Deutsch etwa «Sumpfkirschen-Quelle» oder vielleicht allgemeiner «übelriechendes Wasserloch», weil die Sumpfkirsche (französisch putier, im Patois poutaz), ein Strauch oder Baum, der oft in Auenwäldern vorkommt, einen unangenehmen Geruch absondert. Demnach handelt es sich also ursprünglich um eine Zusammensetzung eines Hydronyms, also Gewässernamens, mit einem Pflanzennamen. Heute wird die ursprüngliche Bezeichnung kaum mehr verstanden und man benützt den Flurnamen für das ganze Gebiet mit den Trockenstandorten und Wäldern. Die steile Bergflanke im Süden des Naturschutzgebiets, unterhalb von Nax, heisst heute Les Rares de Poutafontana.

## Fauna und Flora
Die ehemalige Auenlandschaft bei Grône beherbergt vielseitige Lebensgemeinschaften und bildet mit den weiten Wasserflächen eine wertvolle Zwischenstation für den Vogelzug über die Alpen. Sie bildet das grösste Feuchtbiotop im Kanton Wallis. Mit systematischen Zählungen wurden über 180 Arten von Zugvögeln beobachtet, von denen einige im Wallis nur noch diese Fläche vorfinden. Hatten die Ornithologen früher vorwiegend den Aufenthalt der Zugvögel dokumentiert und meist in den ornithologischen Berichten der Zeitschrift Bulletin de la Murithienne publiziert, untersuchte der Biologe Antoine Sierro im Auftrag der Kommission des Schutzgebiets und des kantonalen Umweltschutzamts um 1990 auch die einheimischen Brutvögel. Zur Kenntnis des Vogelbestands trugen auch Beauftragte der Schweizerischen Vogelwarte Sempach bei.
Verschiedene Vogelarten kamen wegen der veränderten Lebensbedingungen im Rhonetal unter Druck. Wie das «Artenförderungskonzept Vögel Wallis» von 2011 aufzeigte, hat selbst im Naturschutzgebiet Poutafontana der Drosselrohrsänger seit den 1990er Jahren nicht mehr gebrütet.
Das Biotop bietet auch abgesehen von den Zugvögeln vielen Tierarten einen Lebensraum, zu denen neben den Fischen und etwa 50 einheimischen Vogelarten wie Enten und Reihern auch der Biber, den die kantonale Dienststelle für Jagd, Fischerei und Wildtiere 1973 im Naturschutzgebiet einführte, der Fuchs sowie Reptilien, Amphibien und Libellen zählen. Im national bedeutenden Amphibienlaichgebiet sind besonders die Gelbbauchunke, die Erdkröte, der Grasfrosch sowie der Seefrosch, der die anderen Arten teilweise verdrängt, nachgewiesen.

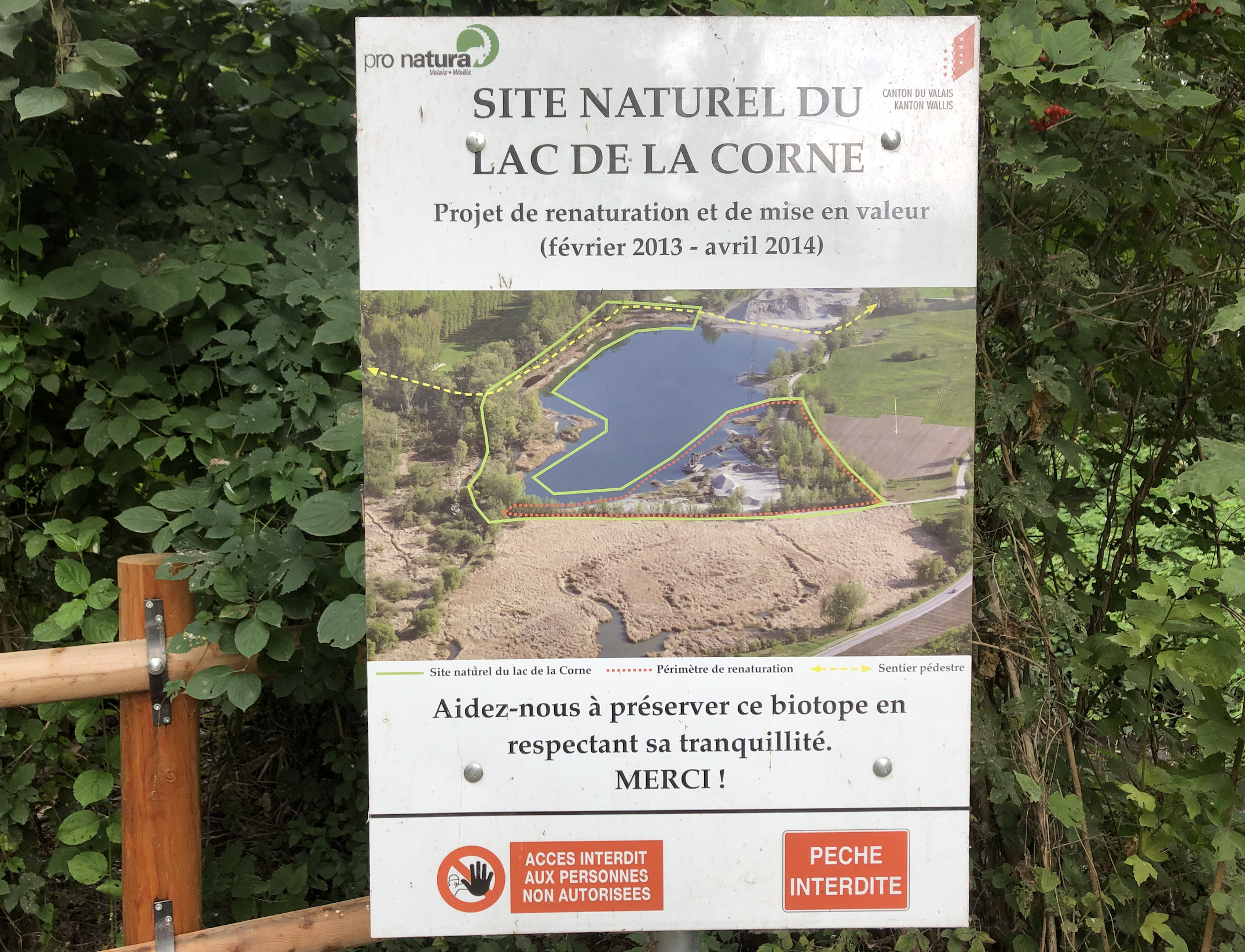
Renaturierung des Gebiets am Lac de La Corne

Der Pflanzenbestand im Naturschutzgebiet umfasst rund 160 Arten. Im südlichen Abschnitt haben sich zwischen den Flachgewässern auf festen Böden und verlandeten Zonen offene Sumpf- und Riedgebiete mit etwas Gebüsch und einzelnen Pappeln, Erlen und Eichen entwickelt, während im nördlichen Teil ein Rest des Auwalds steht. Die früher im Gebiet vorkommenden Tannen sind wegen des gesteuerten Wasserhaushalts abgestorben.
Seit den 2010er Jahren wird im Schutzgebiet Poutafontana ein Rückgang von Insekten beobachtet. Seit Jahrzehnten beklagten Einwohner der Ortschaften Pramagnon und Grône eine starke Mückenplage in der Umgebung des Sumpfgebiets. Eine im Auftrag des Umweltschutzamts und der ETH Zürich durchgeführte Expertise empfahl verschiedene Massnahmen gegen die Vermehrung der Stechmücken, von denen 17 Arten im Naturreservat vorkommen. Man schritt gelegentlich zum Abmähen der ausgedehnten, im seichten Wasser stehenden Schilfbestände, in denen man die Brutstätte der Insekten identifiziert hatte. Mit einer um 1980 angelegten Schleuse wird das Gebiet regelmässig geflutet, um einerseits die Verbuschung und andererseits die Vermehrung der Mücken zu stoppen. Mit Insektiziden werden die in den Gewässern lebenden Insektenlarven bekämpft. 2016 fand im Gebiet eine grössere Aktion zur Bekämpfung von Stechmücken statt, die in der Öffentlichkeit zu einer Kontroverser führte, weil auch andere Insektenarten von den Massnahmen betroffen sein können und weil mit dem Rückgang der Insekten auch verschiedenen Vogelarten, darunter auch Zugvögeln, das Nahrungsangebot fehlen kann.
Ein nicht unwesentlicher Einfluss auf die Lebensgemeinschaften im Naturschutzgebiet geht von den stark schwankenden klimatischen Bedingungen an dieser Stelle aus. Die Landschaft bei Pramagnon liegt im Winter während vier Monaten im Schatten des hohen und steilen Berghangs von Nax, und die Wasserflächen von Poutafontana sind lange zeit zugefroren. Im Sommer ändern die Temperaturen oft extrem, weil das Rhonetal in der Umgebung von Siders und Sitten die Landschaft mit den meisten Sonnenstunden in der Schweiz ist.

## Landschaftsgeschichte

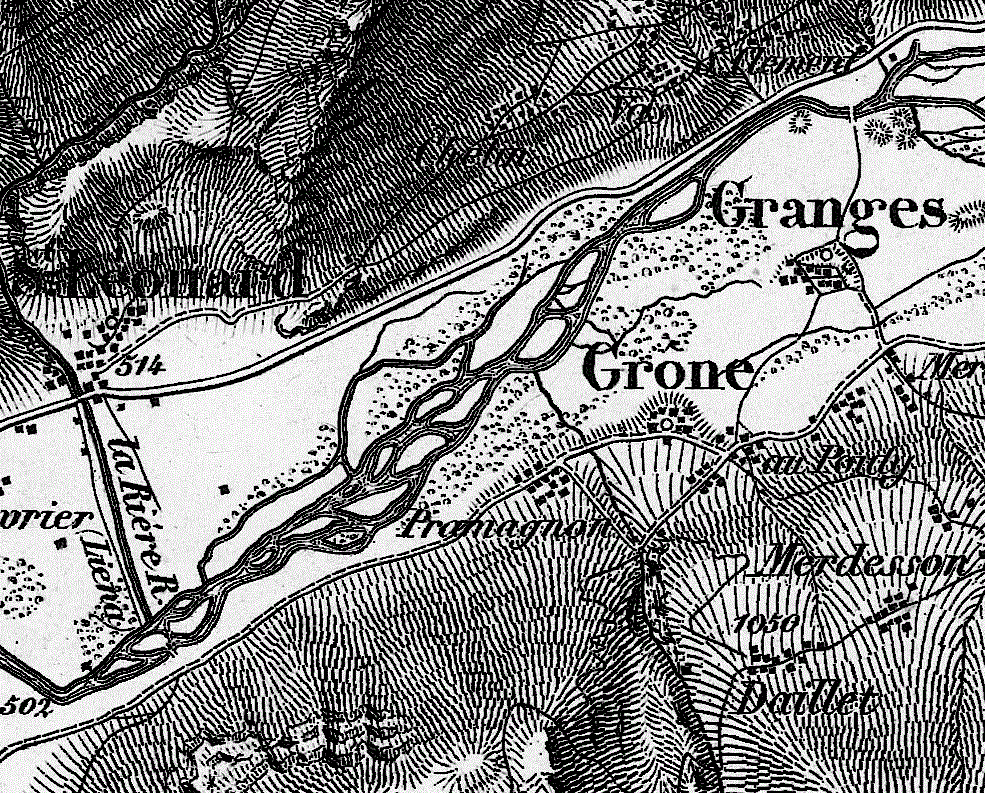
Flusslandschaft bei Grône um 1845

Um die gewässerkundlichen und biologischen Eigenheiten des Naturschutzgebiets Poutafontana zu verstehen, muss man seine weitere Umgebung mit ihrer Geschichte betrachten. Denn das heutige Biotop ist keine alte, unberührte Naturlandschaft, sondern verdankt seine Entstehung und Charakteristik einer Reihe menschlicher Eingriffe in diesem Abschnitt des Rhonetals während der letzten 200 Jahre.
Die Böden im Gebiet der Talebene von Granges und Grône liegen auf einer etwa 300 Meter mächtigen Schichtenfolge von Fluss- und Bachsedimenten, Seeablagerungen und Gletschermoränen. In der Schlussphase des Eiszeitalters, als der Rhonegletscher nur noch das Oberwallis bedeckte, floss noch lange Zeit der Anniviersgletscher in das Tal bei Siders und Sion hinaus und brachte Moränenschutt aus dem südlichen Seitental in die Eben hinaus. Im Süden des Areals ragt ein kleiner Hügel wenige Meter über die Flussebene hinaus. Die älteren Ausgaben der Landeskarte der Schweiz zeigen auf der Fläche des Werkgeländes noch weitere solche Kuppen. Sie sind wie die grösseren Anhöhen bei Granges und Siders die Überreste des grossen nacheiszeitlichen, prähistorischen Erdrutsches von Siders und haben seit langem das Interesse der Geologen geweckt. Der einzige im Naturschutzgebiet noch vorhandene Hügel bietet heute als Trockenstandort besondere Lebensbedingungen im Biotop Poutafontana, dessen Gewässer im Übrigen mit der grundwasserführenden Schicht der Rhonebene verbunden sind.
Das Naturreservat wird im Nordwesten vom linken Seitendamm neben der kanalisierten Rhone und im Südosten von der Strasse zwischen Grône und Bramois begrenzt. Der Raum bildet ein stark verändertes Relikt der ursprünglichen Flusslandschaft mit einem mäandrierenden Flusslauf aus der Zeit vor der ersten Walliser Rhonekorrektion, die von 1863 bis 1893 stattfand. Auf den frühen Plänen vom 16. bis zum frühen 19. Jahrhundert ist das Bild der Auenlandschaft in der weiten Rhoneebene festgehalten, die über Jahrtausende oberhalb der Schwemmfächer der Wildbäche Lienne und der Borgne durch Auflandung entstanden war. Auf der 12 Kilometer langen Strecke von Siders bis Bramois hat der Talboden ein Gefälle von nur gerade 20 Metern. Die Rhone, ein Gebirgsfluss, hat in früheren Jahrhunderten die Umgebung des ehemaligen Städtchens Granges oft überschwemmt und änderte bei starkem Hochwasser manchmal ihren Lauf. In historischer Zeit lag ihr altes Flussbett noch südlich von Granges und führt bei Grône direkt durch das Areal des heutigen Naturschutzgebiets. Seit dem 16. Jahrhundert sind Bauarbeiten für den Hochwasserschutz bezeugt. Im Jahr 1695 durchbrach die Rhone bei einem schweren Hochwasser den alten Schutzdamm und bahnte sich einen neuen Weg am nördlichen Rand der Ebene, wo sie noch heute verläuft. Die aktuelle Gemeindegrenze zwischen Siders und den Ortschaften Réchy und Grône entspricht noch ungefähr dem früheren Flussbett, und das historische Wegkreuz La Croix du Pont am Dorfrand von Grône erinnert an den Standort der ehemaligen Brücke über die dort längst verschwundene Rhone.
Weite Teile des Gebiets rund um das mittelalterliche, abgegangene Städtchen Granges, das auf einem markanten Burghügel lag, bestanden seit jeher aus Sumpf- und Riedflächen mit verstreuten Landwirtschaftsparzellen. Das Landschaftsbild vor der Flusskorrektion mit einer weiten Geschiebfläche ist auf der Siegfriedkarte von 1845 abgebildet. 1844 hatten die Franzosen Thomas Bunton und Thomas Nodler zum Schutz des Landes bei Granges mit Bewilligung des Kantons einen ersten kleinen Damm neben der Rhone und einen Entwässerungskanal, den Grand canal Nodler-Brenton, errichtet. Die weiteren Ausgaben der Landeskarten der Schweiz nach der Mitte des 19. Jahrhunderts zeigen den Fortschritt der Rohnekorrektion und lassen bei Grône noch die verzweigten Gerinne des Rhonebetts erkennen, aus denen seither der Sumpf von Poutafontana entstanden ist. Der grösste See ist der Lac de Brèche, der seinen Namen erhalten haben soll, weil die erst kurz zuvor kanalisierte Rhône an dieser Stelle im Jahr des schweren Hochwassers in der Schweiz 1868 den linken Seitendamm zerstörte und durch die Bresche die Ebene wieder einmal überschwemmte.
Mit dem Bau der durchgehenden Leitwerke neben dem neuen Rhonebett von Siders bis Bramois waren die umliegenden Teile der Auenlandschaft von der dynamischen Flussentwicklung abgeschnitten und verlandeten oder entwickelten sich zu Feuchtgebieten mit stehenden Gewässern, die das Gebiet wohl erst für die Zugvögel attraktiv machten. Mit Ausnahme des Areals Poutafontana sind nach der grossen Rhonekorrektion praktisch die gesamten ehemaligen Auengebiete oberhalb von Martigny entwässert, urbarisiert und in intensive Kulturen umgewandelt oder überbaut worden. Im 20. Jahrhundert hat sich die Siedlungsfläche von Granges und Grône mit wichtigen Infrastrukturen über die ehemalige Flussebene stark ausgebreitet, weshalb mit der Dritten Rhonekorrektion der Hochwasserschutzdamm in diesem Bereich gehärtet wird.

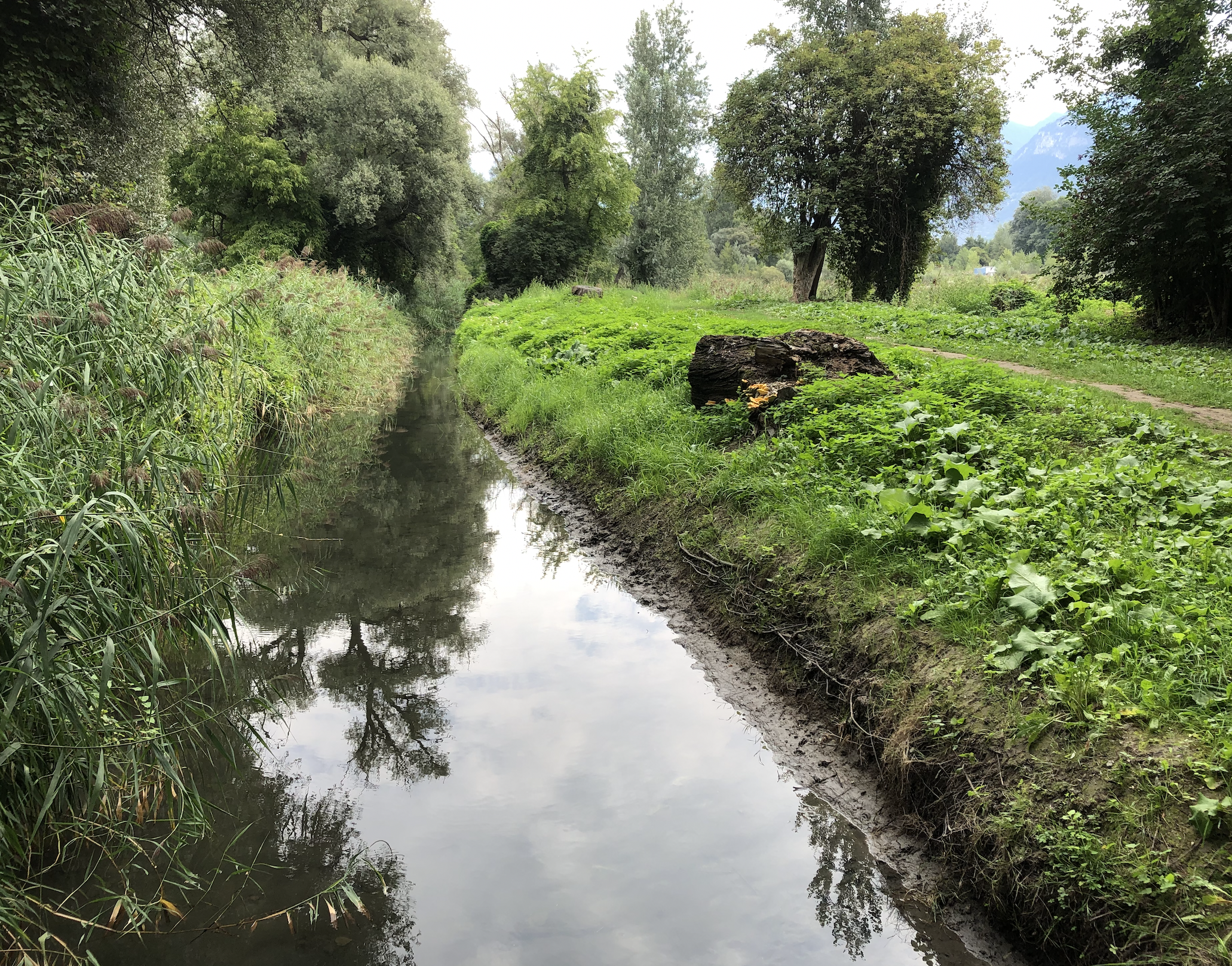
Kanal der Dérotchia im Naturschutzgebiet

Einige Wasserflächen bei Pramagnon und Granges sind durch den Kiesabbau entstanden oder vergrössert worden. Im Bereich des heutigen Sees Lac de la Corne hat das Unternehmen Solioz & Merkli bis gegen Ende des 20. Jahrhunderts so viel Kies entnommen, dass er jetzt das einzige tiefe Gewässer des Schutzgebiets Poutafontana bildet. Nach dem Ende der Kiesgewinnung errichtete die Firma in Zusammenarbeit mit der Gemeinde Grône am Seeufer einen Badestrand und in der Nähe Parkplätze und ein Informationshaus. Die Gemeinde Grône hat einen Fussweg rund um das Schutzgebiet und Informationstafeln eingerichtet.
Weitere Weiher folgen nördlich des Golfplatzes bis zum Vergnügungspark Happyland bei Granges; auch sie haben einen bedeutenden Wert für die Naturlandschaft an der Rhone, gehören jedoch ebenfalls nicht zum Schutzgebiet Poutafontana.
Ganz im Südosten grenzt das Naturschutzgebiet an das Betonwerk der Firma Valbéton, das teilweise auf dem südlichsten Teil des ursprünglichen Feuchtgebeits Poutafontana liegt. Daneben bewirtschaftet das Transportunternehmen Lathion seit den 1960er Jahren am Berghang Paujes einen Steinbruch, in welchem es den anstehenden Dolomit und Kalk abbaut, und ein Rezyklierwerk für Baustoffe sowie eine Deponie für Inertstoffe.
Vor allem im nördlichen Teil der Landschaft ist ein Rest des Auwalds vorhanden, der sich wegen der fehlenden Flussdynamik langsam zu einem gewöhnlichen Wald wandelt. Seit der Unterschutzstellung 1959 hat sich der Baumbestand stark vermehrt. Südlich des Schutzgebiets liegt der Rebberg Les Clots von Pramagnon und darüber der natürliche Bergwald am steilen Abhang von Les Rares de Poutafontana.
Im Nordosten grenzt der um 1988 gebaute, von der Stadt Siders initiierte Golfplatz La Brèche, auch golf de Poutafontana genannt, fast an das Naturschutzgebiet; der vom Golf Club de Sierre betriebene Sportplatz ist 18 Hektor gross und liegt auf ehemals ebenfalls zum Sumpfareal Poutafontana gehörenden Land, das später von einem Kieswerk benützt worden war. Bei der Planung des Golfplatzes wirkte der WWF mit, und bei der Ausführung des Projekts wurden anstelle von Pappelreihen an der Rhone gemischte Waldstücke angepflanzt und der Kanal der Dérotchia naturnah umgestaltet. Im Februar 1992 erteilte des Eidgenössische Innendepartement die Baubewilligung für den Golfplatz. Die um 2003 geplante Vergrösserung des Golfareals näher an das Schutzgebiet führte in der Region zu Kontroversen, bei der sich besonders der Verein Amis des gouilles de Granges-Grône für die Interessen der Öffentlichkeit engagierte.
Die ehemaligen Nebenflüsse der kanalisierten Rhone, besonders die Rèche, und die Entwässerungsgräben der Ebene westlich von Siders werden im Canal de Crêtelongue, im 1870 gegrabenen Canal de Chippis und im Canal Neuf zusammengeführt. Diese Gewässer münden im Bereich des Golfplatzes in den Bach La Dérotchia. Dieser Wildbach fliesst aus einem kurzen südlichen Seitental in die Rhoneebene, wo er einen Schwemmfächer aufgeschüttet hat, auf dem das Dorf Pramagnon liegt. Im Unterlauf durchquert er das Moorgebiet Poutafontana und erreicht westlich davon über ein Pumpwerk die Rhone.

Hochspannungsleitung über dem Lac de La Corne

Am Canal de Crêtelongue, also oberhalb des Schutzgebiets, liegt die 1977 in Betrieb genommene Kläranlage von Granges, die das gereinigte Abwasser aus mehreren Ortschaften durch den Kanal wegführt. Die Anlage wird im Auftrag der Association intercommunale de la STEP de Granges betrieben. Sie verarbeitet Abwasser aus einem Gebiet links der Rhone mit einigen Quartieren der Stadt Siders, den Gemeinden Grône und Mont-Noble und den Ortschaften Réchy und Vercorin in der Gemeinde Chalais sowie vom Berghang rechts der Rhone aus der Gemeinde Lens mit einem Teil der Feriensiedlung Crans und aus Weilern in einem kleinen Gebiet von Crans-Montana. Die Abwasserreinigungsanlage gehört zu den grössten des Kantons und führt daher dem Schutzgebiet eine erhebliche Wassermenge zu, die teilweise von ausserhalb des natürlichen Einzugsgebiets der Dérotchia stammt. Sie erhielt von 2016 bis 2018 ein System zur besseren Behandlung des Klärschlammes und wird ab 2020 um eine 4. Reinigungsstufe erweitert, unter anderem um den Anteil der bisher zu wenig ausgefilterten Mikroverunreinigungen und des Phosphors zu reduzieren, die gerade auch auf das Schutzgebiet Poutafontana einen negativen Einfluss haben können. Aus dem Landwirtschaftsgebiet talaufwärts gelangen mit der Zeit zu viele Nährstoffe in das Schutzareal und mit der Eutrophisierung, also Überdüngung, entwickeln sich die Algen übermässig.
Durch das Naturreservat führt die im Jahr 1953 gebaute 220-kV-Hochspannungsleitung, die das Unterwerk Creux-de-Chippis bei Siders mit dem Unterwerk bei Chamoson verbindet. Vier Gittermasten dieser Leitung stehen im Biotop. Um die Kapazität für den Energietransport im Wallis zu erhöhen, lässt die Netzbetreiberin Swissgrid am südlichen Berghang die neue Hochspannungsleitung Chamoson-Chippis bauen, und danach entfernt sie die bestehende Freileitung.
Über den befestigten Weg auf dem schnurgeraden linken Seitendamm der Rhone führt ein Abschnitt der nationalen Velostrecke 1 Rhone-Route. Von diesem Weg aus und von einer daneben errichteten Aussichtsplattform bietet sich ein offener Blick über die Wasserflächen des Naturschutzgebiets.
Die in den 1990er Jahren unmittelbar nördlich der Rhone gebaute Rhonetalautobahn A 9 liegt bei Saint-Léonard in einem mehrere Meter tiefen Einschnitt, um das benachbarte Natur- und Vogelschutzreservat Poutafontana vor den Immissionen des Verkehrs zu schützen. Der von der Stadt Sitten gewünschte Rastplatz Poutafontana wurde nicht realisiert.
Im Jahr 1992 widmete das Walliser Naturmuseum dem Areal und Schutzgebiet Poutafontana eine Sonderausstellung.